# Liu Jia
Liu Jia (chiń. 刘佳; ur. 16 lutego 1982 w Pekinie) – austriacka tenisistka stołowa pochodząca z Chin, mistrzyni Europy.
- Miejsce w światowym rankingu Międzynarodowej Federacji Tenisa Stołowego (ITTF):[1]

## Osiągnięcia
Startując w mistrzostwach Europy pięciokrotnie zdobywała medale. Życiowy sukces odniosła w 2005 w Århus zostając mistrzynią Starego Kontynentu w grze pojedynczej oraz zdobywając brąz w grze mieszanej.
Zwyciężczyni prestiżowego turnieju Europa Top 12 (2005).
Startowała (trzykrotnie) bez sukcesów w igrzyskach olimpijskich i mistrzostwach świata, gdzie najlepszy wynik osiągnęła w Osace (2001), przegrywając w ćwierćfinale w grze pojedynczej.
Pięciokrotna mistrzyni Europy juniorów, w tym dwukrotna w grze pojedynczej (1998, 1999).